# Bankprüfung
Die Bankprüfung ist ein Verfahren zur Beurteilung und Überwachung von Banken und Finanzinstituten durch unabhängige Prüfer oder Regulierungsbehörden. Sie stellt sicher, dass die Banken gesetzlichen Vorschriften und internationalen Standards entsprechen und trägt zur Identifizierung von Risiken und Schwachstellen bei, die die Stabilität und Sicherheit des Finanzsystems oder des Instituts gefährden könnten. Bankprüfungen können in interne und externe Prüfungen unterteilt werden.

## Interne Bankprüfung
Die interne Bankprüfung zielt darauf ab, die Effektivität der internen Kontrollen, Risikomanagementprozesse und Compliance-Richtlinien der Bank zu bewerten. Interne Prüfer arbeiten unabhängig von den operativen Abteilungen der Bank und berichten direkt an den Vorstand oder die Geschäftsleitung. Zu den Hauptaufgaben der internen Bankprüfung gehören:
- Überprüfung der internen Kontrollsysteme: Die Prüfer bewerten die Kontrollmechanismen, die zur Vermeidung von Fehlern, Betrug und Verlusten eingerichtet sind, sowie die Effektivität dieser Mechanismen.
- Beurteilung der Effektivität des Risikomanagements: Es werden Risikomanagementstrategien der Bank untersucht, um sicherzustellen, dass sie angemessen und wirksam sind, um potenzielle Risiken abzumildern und das Geschäft der Bank zu schützen.
- Überwachung der Compliance mit gesetzlichen Vorschriften und internen Richtlinien: Interne Prüfer sollen sicherstellen, dass die Bank die relevanten Gesetze, Vorschriften und internen Richtlinien einhält, die für die Aufrechterhaltung eines gesunden und stabilen Finanzsystems erforderlich sind.
- Identifizierung von Schwachstellen und Verbesserungsmöglichkeiten: Die Prüfer identifizieren Bereiche, in denen die Bank ihre Prozesse und Kontrollen verbessern kann, um potenzielle Risiken zu reduzieren und die Effizienz und Effektivität des Geschäftsbetriebs zu steigern.
- Berichterstattung und Kommunikation: Die Ergebnisse werden dem Vorstand oder der Geschäftsleitung vorgelegt, um ihnen dabei zu helfen, fundierte Entscheidungen über die Steuerung und das Management der Bank zu treffen.

## Externe Bankprüfung
Die externe Bankprüfung ist eine unabhängige Beurteilung der finanziellen Stabilität einer Bank, ihrer Einhaltung gesetzlicher Vorschriften und der Qualität ihres Risikomanagements. Externe Prüfer können Wirtschaftsprüfungsgesellschaften, spezialisierte Prüfungsunternehmen oder Regulierungsbehörden sein. Zu den Hauptaufgaben der externen Bankprüfung gehören:
- Prüfung der Jahresabschlüsse und Bilanzen: Die externe Bankprüfung umfasst die Überprüfung der finanziellen Berichterstattung der Bank, um sicherzustellen, dass sie die geltenden Rechnungslegungsstandards einhält und ein genaues Bild der finanziellen Situation der Bank vermittelt.
- Bewertung der Kapital- und Liquiditätsposition der Bank: Es wird beurteilt, ob die Bank über ausreichend Kapital und Liquidität verfügt, um ihre Geschäftsaktivitäten fortzusetzen und potenzielle Risiken abzufedern.
- Überprüfung der Einhaltung gesetzlicher Vorschriften und internationaler Standards: Es soll sichergestellt werden, dass die Bank die einschlägigen Gesetze, Vorschriften und internationalen Standards einhält, die für die Aufrechterhaltung der Stabilität und Sicherheit des Finanzsystems erforderlich sind. Dazu gehört auch die Überprüfung der Einhaltung von Anti-Geldwäsche- und Bekämpfung der Terrorismusfinanzierung-Regelungen.
- Identifizierung von Risiken und Schwachstellen: Externe Prüfer ermitteln potenzielle Risiken und Schwachstellen, die die finanzielle Stabilität und Sicherheit der Bank beeinträchtigen könnten, und geben Empfehlungen für Verbesserungen ab
- Bewertung der Governance- und Managementstrukturen: Es wird die Organisationsstruktur, die Entscheidungsprozesse und die internen Kontrollen der Bank beurteilt, um sicherzustellen, dass sie effektiv und angemessen sind.
- Prüfung der IT-Systeme und Datensicherheit: Die IT-Systeme der Bank werden überprüft, um sicherzustellen, dass sie sicher, zuverlässig und in der Lage sind, Betriebsrisiken und Cyber-Bedrohungen zu bewältigen.
- Berichterstattung und Kommunikation: Die Ergebnisse der externen Bankprüfung werden der Bank, den Aufsichtsbehörden und gegebenenfalls der Öffentlichkeit mitgeteilt, um für Transparenz und Rechenschaftspflicht zu sorgen.

Insgesamt tragen sowohl interne als auch externe Bankprüfungen zur Sicherstellung der Stabilität und Sicherheit von Banken und Finanzinstituten bei. Sie sind für die Identifizierung und das Management von Risiken und die Einhaltung von gesetzlichen Vorschriften und internationalen Standards wichtig. Dadurch soll das Vertrauen der Anleger und der Öffentlichkeit in das Bankensystem gestärkt und die Integrität des Finanzsystems insgesamt gefördert werden.

## Gesetzliche Grundlagen
Die Bankprüfung ist in Deutschland und Österreich gesetzlich vorgeschrieben. In Deutschland basiert die Bankprüfung auf dem Kreditwesengesetz (KWG), dem Geldwäschegesetz (GwG) und dem Wertpapierhandelsgesetz (WpHG). In Österreich stützt sie sich auf das Bankwesengesetz (BWG), das Wertpapieraufsichtsgesetz (WAG) und das Finanzmarktaufsichtsbehördengesetz (FMABG).

## Aufsichtsbehörden in Österreich und anderen Ländern
In Österreich sind die Finanzmarktaufsicht (FMA) und die Österreichische Nationalbank (ÖNB) für die Überwachung und Prüfung von Banken und Finanzinstituten zuständig. Die FMA und die ÖNB arbeiten eng zusammen, wobei die ÖNB für die Durchführung von Bankprüfungen und die Analyse von makroprudenziellen Risiken im österreichischen Finanzsystem verantwortlich ist. In den Vereinigten Staaten sind die Federal Reserve (Fed), die Office of the Comptroller of the Currency (OCC) und die Federal Deposit Insurance Corporation (FDIC) für die Bankenaufsicht und -prüfung zuständig. Im Vereinigten Königreich ist die Prudential Regulation Authority (PRA), eine Abteilung der Bank of England, für die Bankenaufsicht zuständig, während die Financial Conduct Authority (FCA) die Verantwortung für die Regulierung von Verhalten und Verbraucherschutz trägt. In der Europäischen Union sind die Europäische Zentralbank (EZB) und die nationalen Aufsichtsbehörden der Mitgliedstaaten gemeinsam für die Bankenaufsicht verantwortlich. Die EZB ist insbesondere für die direkte Aufsicht über die bedeutendsten Banken im Euroraum zuständig, während die nationalen Behörden die übrigen Banken beaufsichtigen.

## Sektorspezifische Prüfungsverbände in Österreich
In Österreich sind sektorspezifische Prüfungsverbände neben der FMA und der ÖNB ebenfalls maßgeblich an der Bankprüfung beteiligt. Dazu gehören der Sparkassen-Prüfungsverband (S-PV), der Raiffeisen-Revisionsverband und der Verband der Volksbanken. Diese Verbände sind in ihrer Funktion sowohl als Prüfer als auch als Berater für ihre Mitgliedsinstitute tätig und unterstützen diese bei der Einhaltung von aufsichtsrechtlichen Anforderungen. Hauptaufgaben der Verbände sind die Prüfung des Jahres- und Konzernabschlusses, die Beurteilung der Risikotragfähigkeit der Institute, die Überprüfung der internen Kontrollen und Risikomanagementprozesse und Beratung und Unterstützung bei der Implementierung von regulatorischen Anforderungen.

## Internationale Standards
Die Bankprüfung folgt internationalen Standards und Best Practices, die von Institutionen wie dem Basler Ausschuss für Bankenaufsicht und der Internationalen Organisation der Wertpapieraufsichtsbehörden (IOSCO) entwickelt wurden. Zu den wichtigsten internationalen Standards zählen:
- Basel-III-Rahmenbedingungen: Der Basler Ausschuss hat die Basel III-Rahmenbedingungen zur Stärkung der Regulierung, Aufsicht und Risikomanagement von Banken veröffentlicht. Diese Standards umfassen Anforderungen an die Eigenkapital- und Liquiditätsquote, den Verschuldungsgrad sowie die Offenlegung von Informationen.
- International Financial Reporting Standards (IFRS): Die International Accounting Standards Board (IASB) entwickelt und pflegt die IFRS, die für die Finanzberichterstattung von Banken und anderen Unternehmen in vielen Ländern verpflichtend sind.
- FATF-Empfehlungen: Die Financial Action Task Force on Money Laundering (FATF) hat internationale Standards zur Bekämpfung von Geldwäsche und Terrorismusfinanzierung entwickelt, denen Banken und Finanzinstitute folgen müssen.
- Prinzipien für wirksame Aufsichtsbehörden: IOSCO hat Prinzipien für wirksame Wertpapieraufsichtsbehörden veröffentlicht, die grundlegende Erwartungen an die Organisation, Unabhängigkeit und Ressourcenausstattung von Aufsichtsbehörden festlegen.
- Prinzipien für das Risikomanagement: Verschiedene internationale Organisationen, wie der Basler Ausschuss und die IOSCO, haben Leitlinien und Best Practices für das Risikomanagement von Banken und Finanzinstituten entwickelt. Dazu gehören unter anderem Anforderungen an die Identifizierung, Messung, Überwachung und Steuerung von Risiken sowie die Festlegung von Risikoappetit und Risikotoleranz.

Die Einhaltung internationaler Standards und Best Practices soll sicherstellen, dass Banken und Finanzinstitute weltweit auf einer soliden Grundlage arbeiten, die die Stabilität und Sicherheit des globalen Finanzsystems fördert. Durch die Anpassung an internationale Standards sollen Aufsichtsbehörden und Prüfer effektiv zusammenarbeiten und Informationen austauschen, um grenzüberschreitende Risiken und Schwachstellen zu identifizieren und gemeinsam anzugehen. Außerdem sollen internationale Standards dazu beitragen, das Vertrauen der Anleger und der Öffentlichkeit in Banken und Finanzinstitute zu stärken, indem sie für einheitliche regulatorische Anforderungen und höhere Transparenz sorgen.

## Rolle der Bankprüfung im Finanzsystem
Die Bankprüfung spielt eine entscheidende Rolle bei der Aufrechterhaltung der Stabilität und Sicherheit des Finanzsystems. Durch die Überwachung der Einhaltung gesetzlicher Vorschriften und internationaler Standards trägt die Bankprüfung dazu bei, Risiken und Schwachstellen im Finanzsystem frühzeitig zu erkennen und Gegenmaßnahmen zu ergreifen. Die Bankprüfung kann auch das Vertrauen der Anleger und der Öffentlichkeit in das Bankensystem stärken, indem sie für Transparenz und Rechenschaftspflicht sorgt.

## Herausforderungen und Kritik
Die Bankprüfung steht vor verschiedenen Herausforderungen und Kritikpunkten:
- Komplexität des Finanzsystems: Die zunehmende Komplexität des Finanzsystems und der Finanzprodukte erschwert die Durchführung effektiver Bankprüfungen.
- Interessenkonflikte: Externe Prüfer, insbesondere Wirtschaftsprüfungsgesellschaften, können Interessenkonflikte haben, wenn sie gleichzeitig Beratungsdienstleistungen für die geprüften Banken anbieten.
- Unzureichende Ressourcen: Aufsichtsbehörden und Prüfer können aufgrund begrenzter Ressourcen Schwierigkeiten haben, alle Banken und Finanzinstitute angemessen zu überwachen und zu prüfen.
- Regulatorische Arbitrage: Banken können versuchen, regulatorische Unterschiede zwischen Ländern auszunutzen, um strengere Vorschriften und Kontrollen zu umgehen.